# فرضیه تغییر تخمک‌گذاری
فرضیه تغییر تخمک‌گذاری (انگلیسی: Ovulatory shift hypothesis) معتقد است که زنان تغییرات تطبیقی تکاملی را در افکار و رفتارهای ناخودآگاه مرتبط با جفت‌گیری در طول بخش‌های مختلف چرخه تخمک‌گذاری تجربه می‌کنند. این فرضیه نشان می‌دهد که آنچه زنان از نظر مردان می‌خواهند، در طول چرخه قاعدگی تغییر می‌کند. دو متاآنالیز منتشر شده در سال ۲۰۱۴ به نتایج متضادی رسیدند که آیا شواهد موجود به اندازه کافی قوی است تا از پیش‌بینی اینکه ترجیحات همسر زنان در طول چرخه تغییر می‌کند، حمایت کند. یک بررسی جدیدتر در سال ۲۰۱۸ نشان نمی‌دهد که زنان در زمان‌های مختلف چرخه باروری، نوع مردانی را که می‌خواهند تغییر دهند.